# Хагенбихах
Хагенбихах (њем. Hagenbüchach) општина је у њемачкој савезној држави Баварска. Једно је од 38 општинских средишта округа Нојштат ан дер Ајш-Бад Виндсхајм. Према процјени из 2010. у општини је живјело 1.247 становника. Посједује регионалну шифру (AGS) 9575129.

## Географски и демографски подаци
Хагенбихах се налази у савезној држави Баварска у округу Нојштат ан дер Ајш-Бад Виндсхајм. Општина се налази на надморској висини од 383 метра. Површина општине износи 11,5 km². У самом мјесту је, према процјени из 2010. године, живјело 1.247 становника. Просјечна густина становништва износи 108 становника/km².